# Piotr Domaradzki
 (septembre 2019).
Pour les articles homonymes, voir Domaradzki.
Piotr Krystian Domaradzki, né le 21 juin 1946 à Strzelce Opolskie en Pologne et mort le 4 novembre 2015 à Chicago aux États-Unis, est un journaliste, essayiste et historien américano-polonais. Étroitement lié à la communauté polonaise de Chicago, il travaille pendant trente ans au journal Dziennik Związkowy (« Le quotidien polonais »), le plus ancien et le plus important journal de langue polonaise aux États-Unis, dont il est le rédacteur en chef d'octobre 2009 à mars 2013. 